# Kyle Kothari
Kyle Kothari (26 de enero de 1998) es un deportista británico que compite en saltos de plataforma. Ganó dos medallas de oro en el Campeonato Europeo de Natación de 2022, en las pruebas de plataforma sincronizada y plataforma sincronizada mixto.

## Palmarés internacional
| Campeonato Europeo | Campeonato Europeo | Campeonato Europeo | Campeonato Europeo           |
| Año                | Lugar              | Medalla            | Prueba                       |
| ------------------ | ------------------ | ------------------ | ---------------------------- |
| 2022               | Roma (Italia)      | Medalla de oro     | Plataforma 10 m sincro       |
| 2022               | Roma (Italia)      | Medalla de oro     | Plataforma 10 m sincro mixto |